# William Paterson (Entdecker)

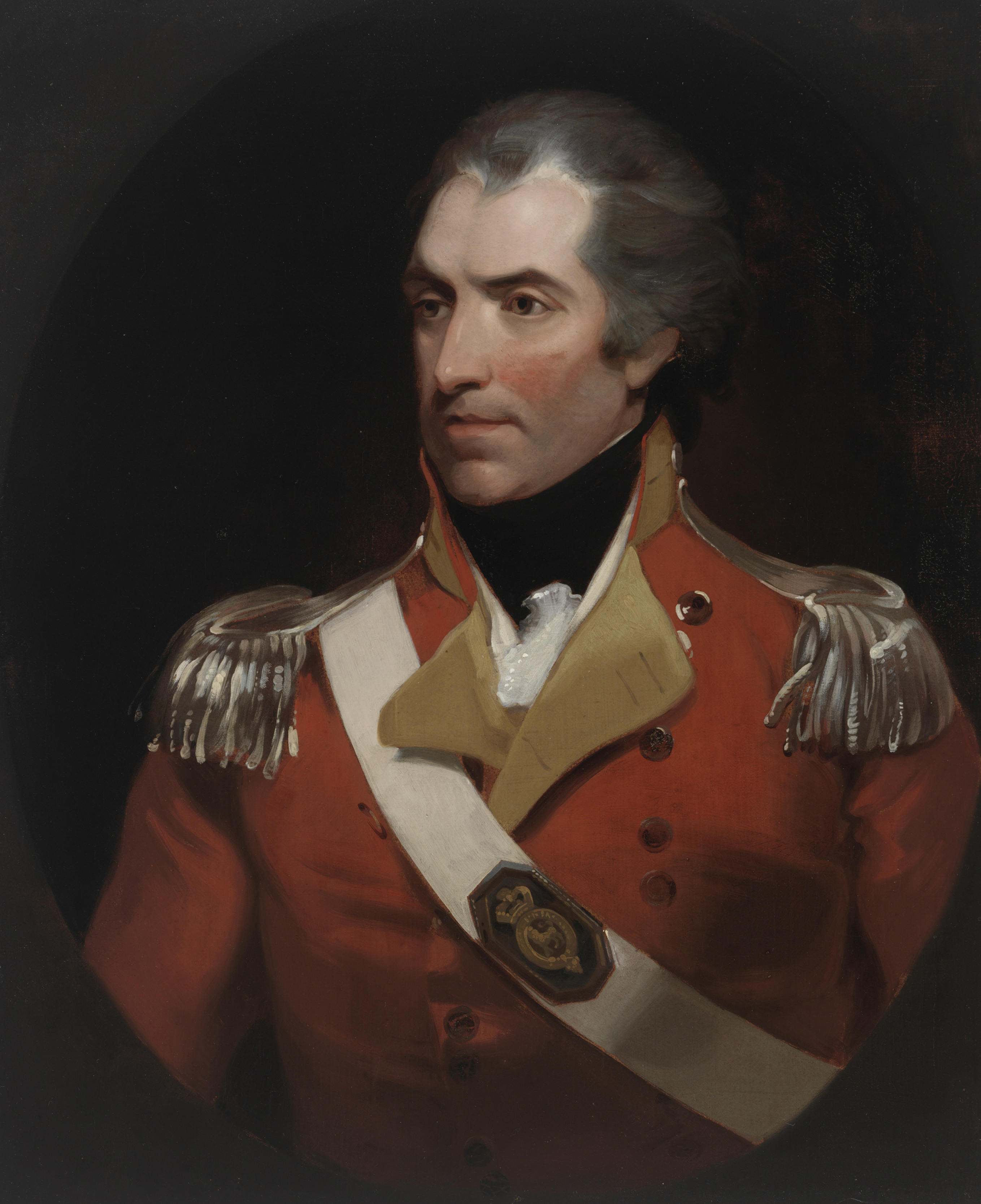
William Patterson

William Paterson (* 17. August 1755 in Montrose; † 21. Juni 1810 bei Kap Hoorn) war ein schottischer Soldat, Entdecker und Botaniker, der für die frühe Besiedelung von Tasmanien bekannt ist. Er war Vizegouverneur von Van-Diemens-Land (damaliger Name von Tasmanien) und Gouverneur der britischen Kolonie New South Wales.

## Biografie

### Frühe Jahre
Paterson wurde in Montrose, einer kleinen Hafenstadt in Schottland, geboren. Schon als Jugendlicher interessierte er sich für Pflanzen. Die reiche und exzentrische Mary Bowes, Countess of Strathmore, schickte ihn nach Südafrika, um Pflanzen zu sammeln. Er erreichte Kapstadt an Bord der "Houghton" im Mai 1777. Er unternahm vier Erkundungen zum Tafelberg und ins Hinterland zwischen Mai 1777 und März 1780.

### Karriere

#### Botaniker
In Australien führte Paterson im Jahre 1801 eine Expedition ins Hunter Valley und zum Paterson River, der später zu Ehren von Gouverneur Philip Gidley King umbenannt wurde.
Im September 1793 suchte er auf einer Expedition vergeblich einen Weg durch die Blue Mountains. Er fand allerdings den Grose River und entdeckte einige neue Pflanzen.
1804 gründete er auf einer Expedition mit Port Dalrymple und Launceston die ersten Siedlungen in Nordtasmanien. Er erkundete den Tamar River und ging bis an den North Esk River, so weit wie kein Europäer vor ihm gewagt hatte, zu gehen. Während dieser Zeit in Tasmanien korrespondierte er regelmäßig mit dem bedeutenden Naturforscher und Botaniker Sir Joseph Banks und sandte ihm neu entdeckte Pflanzen.

#### Militär
Paterson war 1781 zum schottischen 98th Regiment of Foot abkommandiert, wo er in Indien diente und 1783 zum Leutnant befördert wurde. Nachdem dieses Regiment aufgelöst worden war, kam er nach England zurück und wurde 1787 ins 73rd Regiment of Foot übernommen.
Im Juni 1789 wurde er Captain des New South Wales Corps, sicherlich auf Empfehlung von Banks. Er absolvierte einige Monate lang eine Ausbildung und begab sich anschließend auf ein Segelschiff und erreichte Sydney im Oktober 1791. Anschließend diente er auf einem Kommando Norfolk Island vom November 1791 bis März 1793. 1794 wurde er Lieutenant Colonel und stellvertretender Kommandeur des New South Wales Corps und arbeitete für Gouverneur John Hunter. In dieser Zeit genehmigte er den Offizieren des Corps mehr Land und Strafgefangene für ihre Dienste und stattete sie mit großer Machtbefugnis aus.
Zwischen 1804 und 1808 war er Vizegouverneur im Norden des Van-Diemens-Land. Er gründete zunächst die Siedlung York Town an der Nordküste der Insel. Diese wurde aber bereits 1808 aufgegeben. Eine weitere Siedlung gründete er 1806 gründete an der Stelle des heutigen Launceston. Im selben Jahr verlangte die Pflichterfüllung gegenüber dem New South Wales Corps, dass er nach Sydney zurückkehrte, aber er kam erst 1807 dort an und blieb bis zum Dezember 1808.
In dieser Zeit hatten Offiziere des New South Wales Corps, das auch The Rum Corps genannt wird, den Handelsverkehr unter Kontrolle, nachdem Arthur Phillip aus gesundheitlichen Gründen nach England zurückgekehrt war und kein neuer Gouverneur ernannt wurde. Da es keine gültige bzw. anerkannte Währung gab, entwickelte sich Branntwein zur Währung. Das Corps betrieb einen schwunghaften Branntweinhandel, der in Trink- und Spielsucht sowie in zahlreiche Verbrechen ausartete und das Zusammenleben der mittlerweile auf 4.000 Personen angewachsenen Bevölkerung in New South Wales gefährdete. Mehrere Gouverneure wie John Hunter und Gouverneur Philip Gidley King waren mit ihren Versuchen die Macht der Offiziere zu beschränken, gescheitert.
Als William Bligh Gouverneur wurde, ging er gegen die Machenschaften der Offiziere des New South Wales Corps vor und nach einer Gerichtsverhandlung, bei der sich Offiziere des New South Wales Corps offen gegen ein richterliches Urteil vom 25. Januar 1808 wandten und den Verurteilten nicht festsetzten, wurde er von Oberst Johnstone des Corps verhaftet. Johnstone übernahm die Kolonie und suspendierte alle Zivilbeamten. Der Vizegouverneur Foveaux weilte damals in London und als er zurückkam, setzte er Johnstone ab. Foveaux wurde wiederum von Paterson abgesetzt. Paterson wurde am 1. Januar 1809 zum Vizegouverneur von New South Wales ernannt und trat im Juni 1809 an die Spitze des New South Wales Corps. Paterson hielt Bligh noch eine Weile gefangen und versuchte ihn zur Rückkehr nach England zu bewegen. Hierzu willigte dieser nach langem Zögern ein. Mit der gewaltsamen Absetzung von Bligh waren viele nicht einverstanden und reichten Petitionen für Bligh ein. Die Petitionsführer ließ Paterson ins Gefängnis werfen. Lachlan Macquarie löste ihn am Ende des Jahres 1809 ab.
Patersons Gesundheit begann sich zu verschlechtern und er verließ Sydney am 12. Mai 1810 Richtung England und starb einige Wochen später an Bord eines Schiffes vor Kap Hoorn.
Seit 1787 war er mit Elizabeth Driver verheiratet. Sie ehelichte nach seinem Tod Francis Grose im April 1814, aber dieser starb einen Monat später.

## Ehrungen
Nach ihm ist der Paterson River ein Nebenfluss des Hunter River benannt.